# 尖果沙枣
尖果沙枣（学名：Elaeagnus oxycarpa）为胡颓子科胡颓子属下的一个种。

## 扩展阅读
- 維基物種上的相關：尖果沙枣